# Acanthopsyche carayoni
Acanthopsyche carayoni är en fjärilsart som beskrevs av Jean Bourgogne. Acanthopsyche carayoni ingår i släktet Acanthopsyche och familjen säckspinnare. Inga underarter finns listade i Catalogue of Life.